# Гуго IV дю Пюизе
Гуго IV дю Пюизе (фр. Hugues IV du Puiset; ок. 1145 — ноябрь 1189) — граф Бар-сюр-Сен, виконт Шартра.
Сын Эрара IV дю Пюизе и Элоизы де Руси.

## Биография
Согласно английским хронистам Бенедикту из Питерборо и Уильяму Ньюбургскому, Гуго родился в Англии и был племянником своего тёзки — Гуго де Пюизе, епископа Дарема.
В 1168 году он женился на Петронилле, дочери и наследнице Милона III де Бар-сюр-Сен и Агнессы де Бодеман. После того, как её дядя Манассе де Бар-сюр-Сен в 1167 году принял монашеский постриг (в 1179—1193 епископ Лангра), Петронилла стала графиней Бар-сюр-Сен.
В начале лета 1174 года Гуго IV дю Пюизе в составе большого отряда французских рыцарей участвовал в походе в Англию для оказания помощи шотландскому королю Вильгельму Льву. Однако Генрих II Плантагенет разбил их войска, и 31 июля Гуго IV дю Пюизе вернулся во Францию.
В ноябре 1189 года он прибыл в Англию — вероятно, для участия в короновании Ричарда Львиное Сердце. Во время этой поездки Гуго IV дю Пюизе умер и был похоронен на кладбище деревни Галилея.

## Семья
В браке с Петрониллой де Бар-сюр-Сен родились дети:
- Милон дю Пюизе (ум. 1219), граф де Бар-сюр-Сен, сеньор Пюизе, виконт Шартра.
- Эльвиса дю Пюизе (ум. 1215 или после), дама де Бальнуа
- Маргарита дю Пюизе (ум. 1210 или позже). В первом браке была замужем за Симоном де Бриконом, сеньором де Рошфор. Их дети после смерти Милона дю Пюизе и его сына (1219) унаследовали шателению Пюизе, виконтство Шартр и часть графства Бар-сюр-Сен, которую в 1220 г. продали графу Шампани.
- Агнесса, жена Жака, сеньора де Дюрне.